# Bolesław Kominek
Bolesław Kominek, poljski rimskokatoliški duhovnik, škof in kardinal, * 23. december 1903, Radlin, † 10. marec 1974, Wrocław.

## Življenjepis
11. septembra 1927 je prejel duhovniško posvečenje.
V povojnih letih je bil najprej apostolski administrator novopridobljene Šlezije, ki je spadala v dotlej nemško nadškofijo Breslau (Vroclav) in sicer v šlezijskem mestu Opole (1945–1953). 
26. aprila 1951 je bil imenovan za pomožnega škofa Wrocława in za naslovnega škofa Sofen; 10. oktobra 1954 je prejel škofovsko posvečenje. 1. decembra 1956 je postal naslovni škof Vage ter apostolski administrator Wrocława (1956-1972) in 19. marca 1962 naslovni nadškof Euchaitaee. 
28. junija 1972 je bil imenovan za nadškofa Wrocława. 5. marca 1973, samo eno leto pred smrtjo, je bil povzdignjen v kardinala in imenovan za kardinal-duhovnika S. Croce in via Flaminia.